# Пещера двух влюблённых
«Пещера двух влюблённых» (англ. The Cave of Two Lovers) — второй эпизод второго сезона американского мультсериала «Аватар: Легенда об Аанге».

## Сюжет
Аанг и Катара практикуют магию воды. Они встречают группу музыкантов-кочевников, путешествующих по миру. Дядя Айро находит цветок, который хочет добавить в свой чай, при этом размышляя, является ли этот цветок ингредиентом для «изысканного чая» или же «смертельным ядом», а Зуко не нравится быть беженцем. Команда Аватара говорит кочевникам, что им нужно в Омашу, и те песней рассказывают им о пещере двух влюблённых, которые проложили тайный тоннель из-за войны, чтобы видеться. Сначала команда не хочет идти по этому пути, потому что Аппа не любит подземелья, но когда они летят на нём, их атакуют маги огня, и друзья решают идти по тоннелю. Айро отравился растением, которое добавил в чай, и у него появляется зуд. Дядя и племянник размышляют: если они пойдут к магам земли, то они рискуют быть убитыми, а если их найдут маги огня, то их тут же приведут к Азуле, и они всё же решают пойти к магам земли за помощью. Кочевники рассказывают Аангу, Сокке и Катаре, что в пещере лабиринт, который можно преодолеть только верой в любовь. Аватар смотрит на Катару, и они решают идти через пещеру, также замечая преследование магов огня.
Когда все входят в пещеру, маги огня обрушают выход, запирая команду и кочевников в подземелье. Они начинают бродить по лабиринтам. Девушка Сонг из Царства Земли помогает Айро избавиться от зуда. Зуко представляется ей как Ли, а дядю называет Муши. Она приглашает гостей вечером на утку. Ходя по тоннелям и не найдя выхода, Сокка приходит к выводу, что тоннели меняются. Зуко и Айро ужинают с Сонг и её матерью, и девушка рассказывает, что её отца увели в плен, когда народ Огня напал на деревню. Поэтому она долго не видела отца, и Зуко отвечает то же самое, говоря, что тот на войне. На команду в пещере нападает летучая мышь-волк, и камни обрушиваются, разделяя Аанга, Катару и Аппу с Соккой, Момо и кочевниками. После ужина Сонг общается с Зуко на крыльце, видя ожог на его глазу, и показывает свои на правой ноге. Кочевники поют песни, а Аанг и Катара находят железную дверь. Они думают, что за ней выход, но Аппа пробивает её, и они обнаруживают гробницу. Они видят рисунки, рассказывающие историю о двух влюблённых, которые были из враждующих деревень и научились магии земли у барсуков, чтобы проделать тоннели в пещере для встреч. Герои стали первыми магами земли. Однажды мужчина не пришёл, так как его убили на войне между деревнями, и женщина могла разрушить всё, но вместо этого положила конец вражде, а затем строила новый город. Девушку звали Ома, а мужчину — Шу. В честь них и назван город Омашу.
Аанг с Катарой и кочевники догадываются, что любовь — ключ к выходу, и последние поют песню про любовь, а Катара предлагает Аангу поцеловаться. Он говорит глупость, что это лучше, чем смерть, и девушка обижается. Зуко и Айро покидают гостеприимных хозяев, благодаря их за ужин. Сонг говорит Зуко о надежде на Аватара, а затем он забирает их лошадь. Дядя не одобряет этот поступок, ведь люди так хорошо отнеслись к ним, но всё же садится к племяннику на коня, и они уезжают. Сонг видит это. У Аанга и Катары скоро закончится свет от факела, и они всё-таки решают поцеловаться. Сокка и кочевники встречают гигантских барсуков, и мальчик из племени Воды случайно задевает гитару. Они понимают, что животным нравится музыка и играют её. Аанг и Катара видят светящиеся кристаллы и идут по их направлению, выбираясь из пещеры. Наружу также выходят Сокка и кочевники на барсуках. После группы расходятся, идя своими путями, и команда Аватара доходит до Омашу, обнаруживая, что город захвачен народом Огня.

## Отзывы

Динамика оценок IGN к эпизодам 2 сезона мультсериала

Тори Айрленд Мелл из IGN поставил эпизоду оценку 8,7 из 10 и написал, что «он не только исследовал отношения между двумя главными героями, но и, возможно, показал важный поворотный момент в жизни принца Зуко». Критик отметил, что «в довершение всего мы получили предысторию первых магов земли». Рецензента раздражали «хиппи»-кочевники, чьи песни ему поначалу не нравились, но к концу он смягчился к ним. Мелл написал, что «было приятно видеть, как Аанг и Катара стали немного ближе», «с нетерпением ожидая дальнейшего развития». Он также подметил, что за Зуко «по-прежнему интересно наблюдать». Критик назвал историю первых магов земли своим любимым моментом в эпизоде.
Хайден Чайлдс из The A.V. Club написал, что «„Пещера двух влюблённых“ с безразличным (и явно высокомерным) Чонгом и его группой свободных кочевников является одним из ярчайших примеров наркотического юмора, вставленного в детское шоу». Рецензент похвалил работу Ди Брэдли Бейкера, который обычно озвучивал лишь Аппу и Момо, за игру Чонга, а также дебютировавшего сценариста Джоуша Хэмилтона. Критик отметил, что «монтаж и режиссура Лорен Макмаллан также на высшем уровне». Чайлдс назвал этот эпизод одним из своих любимых в «Аватаре».